# ランドサット5号
ランドサット5号(英語: Landsat 5)はアメリカ合衆国の地球観測衛星。ランドサット計画の5機目の衛星であり、1984年3月1日に打ち上げられた。当初の目標は衛星画像の全世界的な集積記録を提供することであり、アメリカ地質調査所(USGS)によって運営され、情報が集められ、USGSの地球資源観測科学部から配布された
ランドサット5号はその長い運用が特に有名である。低軌道では最も長く持続した人工衛星である。

## 特徴
最大通信帯域幅は85Mビット/秒であり、705.3kmの高度に展開されており、地球全体を走査するのに16日かかった。
衛星としてはランドサット4号と同型であり、元々バックアップと考えられており、同じセマチックマッパー(TM)とマルチスペクトラルスキャナ(MSS)などの装置が搭載されていた。MSSは1995年に電源を切っており、2012年に再度稼動している。

## 長寿
ランドサット5号は設計寿命を大幅に上回り、もともと3年のミッションであったがさらに20年以上継続された。2009年3月、ランドサット5号は25周年を迎え、元々3年の計画を22年以上上回った。その後2013年6月まで28年間運用された。

### 太陽電池アレイドライブの異常
2005年11月26日、バックアップ太陽電池アレイドライブが異常な挙動を示した。太陽電池アレイドライブは太陽と太陽電池の間の適切な照射角度を維持している装置であるが、太陽電池アレイドライブの回転が散発的になり、太陽電池アレイが電池の充電に必要とする電力を提供できなくなった。電池への電力を維持することは宇宙機の適切な運用を維持するために非常に重要である。バックアップで無い第一太陽電池アレイドライブも似たような状況になり2006年1月に故障した。これらの結果、撮像作業は中止された。1ヶ月間の調査と2006年1月の試験の後、新しい操作手順が開発され、ランドサット5号は再び通常の運用を継続できるようになった。

### 通信機異常
2009年12月18日、ランドサット5号の通信機に技術的な問題が起こった。データダウンリンクは北米経由で画像を取得する試験が成功したため、2010年1月7日に復旧した。この試験では唯一のこっていた進行波管アンプ(TWTA)を利用した。残っていたTWTAは実際には主TWTAで1984年に打ち上げた際は運用が行われていたが、1986年から87年にかけて幾つかの問題が起こったため主TWTAは利用を止められ、副系の冗長TWTAが現在まで利用されてきていた。USGSのフライトオペレーションチームは最初の成功裏の通信に副TWTAの22年間にわたる運用の間に得られた教訓を主TWTAにも適応できた。
通信システムの一部を構成する重要な増幅器の能力の変動によって、画像取得は2011年11月18日から90日間中断された。USGSは衛星が27年間の宇宙での運用を経て寿命に近づいているとした。
2012年3月、ランドサット5号は投入されてから28年の運用を祝賀された。2012年4月にMSSが成功裏に再起動された。2013年2月10日、NASAは ランドサット5号が28年10ヶ月と数日で「最も長く運用された地球観測衛星」としてギネス世界記録に認定されたと公表した。

## ミッション終了
2012年12月21日、USGSはランドサット5号のジャイロスコープの一つで障害が続いており、数ヶ月以内に運用を終了すると発表した。衛星は3つのジャイロスコープを搭載しており、機能するために2つは必要であった。ランドサット8号が運用を開始する2013年の6月に運用を終了する計画になり、最後の画像を送信した9日後の2013年1月15日から残った燃料を使って軌道を下げる運用が行われ、2013年6月5日に最後のコマンドを送信して運用を終了した。

## 註
1. 1 2 3 4  Landsat 2012 Headlines
2. ↑  “History of Landsat 5”.   NASA. 2013年12月11日閲覧。
3. ↑  Hansen, Kathryn (2009年3月2日). “Earth-Observing Landsat 5 Turns 25”.   NASA. 2013年12月11日閲覧。
4. ↑  “Landsat 5 Solar Array Drive Anomaly”.   USGS. 2007年12月13日時点のオリジナルよりアーカイブ。2008年9月12日閲覧。
5. ↑  Stephen Clark (2006年1月28日). “Landsat 5 Satellite Recovers From Latest Glitch”.   SPACE.com. 2008年9月12日閲覧。
6. ↑  “Technical Announcement: Landsat 5 Anomaly”.   USGS (2010年1月7日). 2013年12月11日閲覧。
7. ↑  “Landsat 5 Transmits Data”.   USGS (2010年1月7日). 2013年12月11日閲覧。
8. ↑  “Veteran Landsat 5 satellite on the brink of failure”.   Spaceflight Now. 2013年12月11日閲覧。
9. ↑  http://www.nasa.gov/mission_pages/landsat/news/landsat5-guinness.html
10. ↑  http://www.usgs.gov/newsroom/article.asp?ID=3485#.UNShOm_7J8E
11. ↑  “USGS Issues Final Command to Landsat 5”. SpaceNews.com. (2013年6月19日) 2013年6月22日閲覧。